# Bataille de Guangning
Transition des Ming aux Qing
Batailles
Unification des Jürchens - Fushun - Qinghe - Sarhu - Kaiyuan - Tieling - Xicheng  - Shen-Liao - Zhenjiang - She-An - Guangning - Ningyuan - Corée (1627) - Ning-Jin - Jisi - Dalinghe - Wuqiao - Lüshun - Corée (1636) - Song-Jin - Révoltes paysannes - Pékin - Shanhai
La bataille de Guangning est un affrontement entre les Jurchens de la dynastie des Jin postérieurs et les Chinois de la dynastie Ming. Elle se déroule dans la ville de Guangning, ce qui correspond actuellement à la ville de Beizhen au Liaoning, et aux alentours. Elle s’achève par la victoire des Jin en 1622.

## Situation avant le début du conflit
Le 7 mai 1618, Nurhachi, le Khan des Jin postérieurs, entre ouvertement en rébellion contre la dynastie Ming, dont il était théoriquement le vassal, en proclamant ses Sept Grandes Causes d'irritation, qui sont autant de raisons de rejeter la tutelle Ming sur la Mandchourie.
Ayant préparé sa révolte de longue date, Nurhachi enchaîne les victoires contre les troupes chinoises et vainc les Ming lors des batailles de Fushun, Qinghe, Sarhu, Kaiyuan et Tieling. Après avoir mis au pas le clan Yihe, ses derniers rivaux au sein du peuple Jürchen, en s'emparant de Xicheng, leur capitale, il parachève sa conquête du Liaodong en s'emparant de nombreuses villes et en détruisant plusieurs armées Ming lors de la bataille de Shen-Liao. Après sa victoire, il transfère sa capitale à Liaoyang, l'ancien siège du pouvoir Ming au Liaodong. Même si, pendant un bref laps de temps, le général Mao Wenlong réussit à s'emparer du fort Zhenjiang, situé sur les côtes du Liaodong, les Ming n'arrivent pas à véritablement contre-attaquer et reprendre le contrôle des territoires qu'ils ont perdus.
Durant l'automne 1621,une importante rébellion des différentes ethnies non-Han éclate dans les provinces du Sichuan et de Guizhou, ce qui plonge les Ming dans une crise majeure et mobilise une partie non négligeable des ressources militaires de la dynastie au détriment de la défense du nord-est du pays. Pendant ce temps, au Liaoning, Wang Huazhen, le vice-censeur en chef de la droite et commissaire à la pacification de Guangning, propose d'engager 400 000 Mongols pour attaquer les Jurchens. Les fonctionnaires de la cour impériale Ming pensent que c'est une idée stupide et rejettent la proposition,. Ce rejet peut s'expliquer par le fait, qu'à ce stade du conflit, l'emploi de mercenaires mongols par les Chinois n'a jamais donné de résultat probants. Ainsi, lors de la bataille de Shen-Liao, les soldats mongols au service des Ming présent sur place étaient trop occupés à piller la ville pour se battre et s'enfuirent peu après la défaite de l'armée chinoise.
Entre 1619 et 1622, la dynastie Ming a déjà consacré 21 188 366 taels à la guerre contre les Jürchens. Ces fonds ont servi à la fabrications de 43901 armes à feu, soit 25 134 canons, 6 425 mousquets, 8 252 petites armes à feu et 4 090 couleuvrines. En termes d'armes blanches, ce sont 98 547 armes d'hast et épées, 26 214 grandes épées dite "décapitateuses de chevaux", 42 800 arcs, 1 000 grandes haches, 2 284 000 flèches, 180 000 "flèches de feu" et 64 000 cordes d'arc qui ont été fabriqués. À tout ceci, il faut rajouter des centaines de chariots de transport.

## Déroulement des combats
En février 1622, les troupes des Jin postérieurs attaquent le fort de Xiping, qui se situe à l'ouest de la rivière Liu, l'un des affluents mineurs du fleuve Liao. ces mouvements de troupes sont repérés par les forces Ming, qui repoussent les envahisseurs à l'aide de canons.
Wang Huazhen, qui est chargé de la défense de Guangning, envoie Bao Chengxian pour intercepter l'ennemi. Les soldats Ming engagent le combat contre les Jürchens, mais sont vaincus. Bao réussit à s'enfuir avant d’être capturé par les Jin et retourné à Guangning. Après avoir appris la défaite de ses troupes, Wang abandonne Guangning et s'enfuit à Dalinghe, laissant Sun Degong responsable de la ville.
En plus de l’ennemi qui approche, Luo Yiguan, le commandant du fort de Xiping, se retrouve à devoir gérer un subordonné indiscipliné qui veut attaquer les Jurchens. Finalement, ledit subordonné est vaincu et doit se replier derrière les murs de la forteresse.
Le siège de Xiping commence. Il est conduit par Li Yongfang, un général Ming passé au service de Jin dès le début de la guerre, que Luo maudit personnellement dès qu'il se présente sous les murs du fort. Cependant, sa tache est compliquée, car les soldats de la garnison ont eu le temps de renforcer les défenses et arrivent à repousser l'un après l'autre les assauts des Jurchens. Finalement, les défenseurs se retrouvent à court de poudre et de munitions. Voyant que la chute du fort est inévitable, Luo s'incline vers Pékin et dit : "Votre ministre s'est épuisé", avant de se suicider en se tranchant la gorge. Après avoir finalement réussi à prendre le fort, les soldats Jin massacrent les derniers survivants des 3 000 soldats de la garnison, mais ils ont payé le prix fort pour atteindre leur but, car 6 000 soldat jurchens sont morts durant le siège.
Après cette victoire, le khan Nurhaci intercepte personnellement une armée de secours Ming de 30 000 hommes, qu'il met en déroute, tuant un tiers des soldats chinois lors des combats.
Pour ce qui est des alliés mongols des Ming, reproduisant leur conduite lors de la bataille de Shen-Liao, ils restent à l'écart des combats, préférant piller la zone située autour de Guanging, qui avait déjà été vidée de ses habitants, avant de fuir plus au sud, loin des Jürchens. Et lorsque ces derniers arrivent à Guanging, Sun Degong se rend et leur livre la ville, après quoi Bao Chengxian s’avance et se rend à son tour.
Peu de temps après, Huang Taiji et Daišan, les fils de Nurhachi, prennent Yizhou et massacrent les 3 000 hommes de la garnison.

## Conséquence
Après cette victoire, Nurhachi retourne à Liaoyang, sa capitale, pour reprendre des forces. De son côté, Sun Degong devient le commandant d'un corps mobile accompagnant la bannière blanche et conduit d'autres transfuges Ming à Yizhou, dont ils deviennent la nouvelle garnison.
Wang Huazhen retrouve Xiong Tingbi, le responsable de la défense du Liaodong, à Dalinghe; puis tous deux partent vers le sud avec leurs soldats et traversent la passe de Shanhai pour revenir en territoire Ming. Wang et Xiong sont tous deux destitués et finalement arrêtés. Xiong Tingbi est exécuté en 1625 et Wang Huazhen en 1632.
Complètement isolé, le commandant Ming Zu Dashou se replie sur l'île de Juehua. De son côté, Mao Wenlong, qui est toujours sur l'île de Zhu ou il s'est replié après la bataille du Fort Zhenjiang, est nommé commandant en chef de la pacification du Liao.
Sun Chengzong est nommé commissaire militaire et demande immédiatement 200 000 taels en espèces, ce à quoi s'oppose l'eunuque Wei Zhongxian. Finalement, c'est Chengzong qui a gain de cause et la somme est débloquée. L'empereur alloue également 30 000 taels pour la construction de chariots de guerre. Sun Chenzong adopte une tactique défensive et présente sa position à la Cour comme étant la seule réponse réaliste à l'agression des Jin. Il réprimande les fonctionnaires de la cour pour n'avoir aucune connaissance des questions militaires, alors qu'ils s’immiscent constamment dans des affaires d'importance stratégique. Toutefois, il reconnaît également l’existence du problème des fonctionnaires militaires qui empiètent sur l'autorité des fonctionnaires civils, et qu'aucune de ces deux situation n'est idéale ou souhaitable.

« La situation frontalière est désastreuse. Des troupes ont été rassemblées, mais elles n'ont pas été formées et les fournitures militaires ne sont pas arrivées. Il faut des généraux pour diriger les troupes, mais aussi des fonctionnaires civils pour coordonner la formation. Les généraux doivent superviser les grades, mais un fonctionnaire civil doit en déterminer l'utilisation. Vous devez utiliser des militaires pour défendre les frontières, mais tous les jours, ils doivent consulter les fonctionnaires civils dans leur tente. La frontière devrait donc être confiée à un xunfu et à un jinglue et la décision d'attaquer ou de défendre devrait émaner de la Cour. »

— Sun Chengzong
Sun recommande la nomination d'hommes tels que Sun Yuanhua et Yuan Chonghuan, qui joueront un rôle central lors de la bataille de Ningyuan. Yuan Chonghuan est nommé inspecteur de l'armée a la passe de Shanhai et la ville de Ningyuan, situé au sud-ouest de Guangning, devient le nouveau quartier général des défenses de la frontière du nord-est.
Malgré les fiascos des batailles de Shen-Liao et Guangning, Wang Zaijin continue de proposer la création d'une alliance Ming-Mongol, contre les Jin et demande même 1,2 million de taels pour engager des Mongols afin d'attaquer les Jin. Il est finalement réaffecté à Nankin en tant que commissaire militaire de l'administration auxiliaire.